# M1156精確制導套件
M1156精確制導套件（英語：M1156 Precision Guidance Kit，縮寫：PGK；前稱：XM1156）是一款由美国陆军所設計的配件，裝在由牽引式和自行式榴弹炮所發射、現有的155毫米炮彈以上，將本來無控的傳統155毫米榴彈轉變為可控，並且能夠在惡劣氣象條件下使用的精確導引彈藥（PGM）。主要承包商是阿連特科技系統公司（ATK），而行業團隊包括跨境電子公司（Interstate Electronics Corporation）。到了2018年4月，阿連特已經生產了超過25,000套PGK套件。

## 概述
在操作中，精確制導套件就像傳統的引信那樣旋入固定於拋射物（炮彈）的彈鼻以上。除了引信功能以外，它還提供全球定位系统制導組件和控制表面，以修正炮彈的飛行路徑。這類似於在無導引能力的傳統炸彈裝上類似聯合直接攻擊彈藥（JDAM）的尾部套件，從而轉變為精確制導炸彈。
傳統非制導的M549A1 155毫米炮彈在其最大射程以內的圆概率误差（CEP）為267公尺（291.99码，875.98英尺），這意味著可以預期其中一半的炮彈會落在其預定目標的267公尺範圍以內。由於要避免友軍所害怕的誤擊和附帶損傷，這使得非制導式火砲在近戰當中使用是非常危險的事。M982「神劍」被用作制導炮彈，可有效擊中6公尺（6.56碼，19.69英尺）以內的目標，但其成本较为昂贵。而M1156 PGK则是更廉價的替代品，不仅如此，使用M1156 PGK还能将已於庫存以內存在著的數百萬枚炮彈轉變成為更為精確的炮彈，而不像神剑制导炮弹那般需要专门全新生产。PGK引信可以用旋入的方式組裝於現有的M549A1和M795之上，並以M109A6「帕拉丁」和M777A2榴彈炮系統所發射，並且在任何範圍以內擊中50公尺（54.68碼，164.04英尺）以內的目標

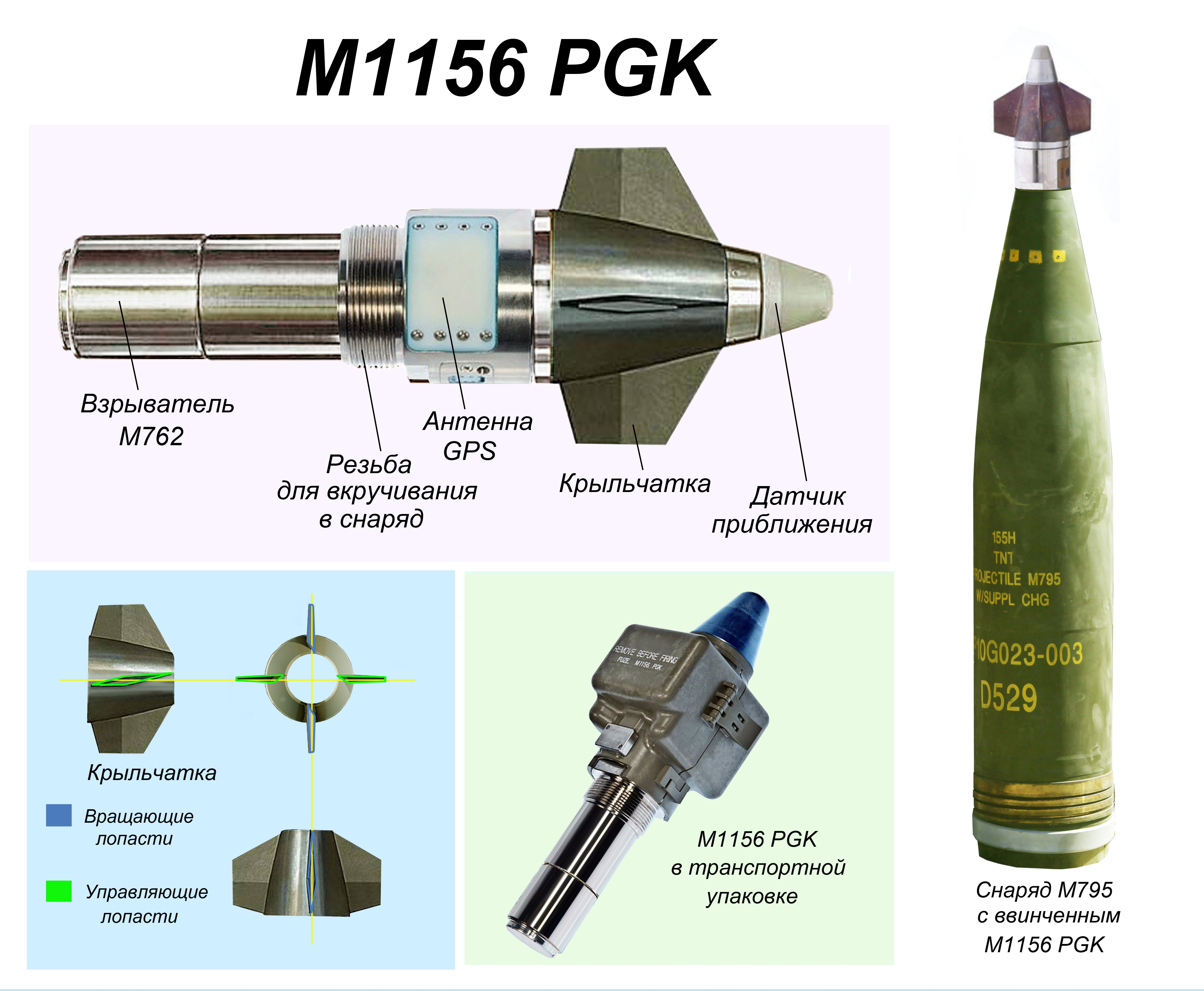
M1156 PGK的组成。

PGK在发射前利用增強型可攜式砲兵感應引信設定器（EPIAFS）装订目标并对电容器充电，而发射后则由带有翼片的滑环在空气带动下转动并为系统本身供电，因此獨立系統無需電池。这一滑环不仅用于对引信供电，还是控制炮弹飞行的组件。其工作原理是在滑环上互相垂直地装有两对翼面，一对方向相同而另一对方向相反。当不输入控制时，方向相反的一对翼片推动滑环转动为系统供电，而方向相同的那对翼片产生的侧向力则在旋转中作用于各个方向，不偏转炮弹轨迹；而在PGK携带的GPS接收器将其飛行軌跡與它應當命中的坐標進行比對并给出偏转信号时，滑环会被施加阻力而使方向相同的一对翼面指向特定方向，这产生的推力因陀螺效应对旋转中的炮弹作用在其原本方向偏转90度的方向，而炮弹因此倾斜后，其产生的空气阻力则将使得炮弹往正确的方向偏转，以此来击中目标。而当预期落點將超出距離原定落點150公尺（164.04碼，490英尺）的撞擊範圍以外，PGK将自動開啟保險讓砲彈失效，讓砲彈著地時不會爆炸；PGK會在發射的五秒鐘以後“決定”它預計的彈著點是否足以接近爆炸。預計這種保險功能可使得士兵在呼叫炮兵支援炮擊靠近自身位置時更有信心。
由於增加了翼片和交流發電機，PGK引信重量達到3磅（1.36千克），比標準引信加重0.4千克（0.88磅）。同时，由于PGK使用的控制原理增加了阻力，其射程将比使用普通引信来得较短。
PGK可與現存各種155毫米火炮兼容，以減少戰力分散。2014年9月，德國DM111炮彈從PzH2000自行榴彈砲發射出來。在27公里（17英里）的距離，配備了PGK的德製炮彈當中的90％彈著於目標5公尺的範圍以內。

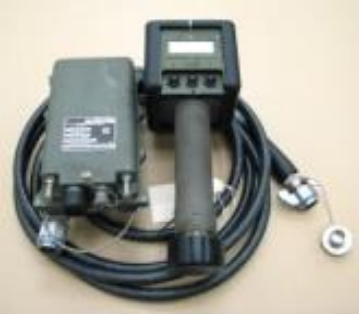
EPIAFS引信设定器
使用EPIAFS設置引信
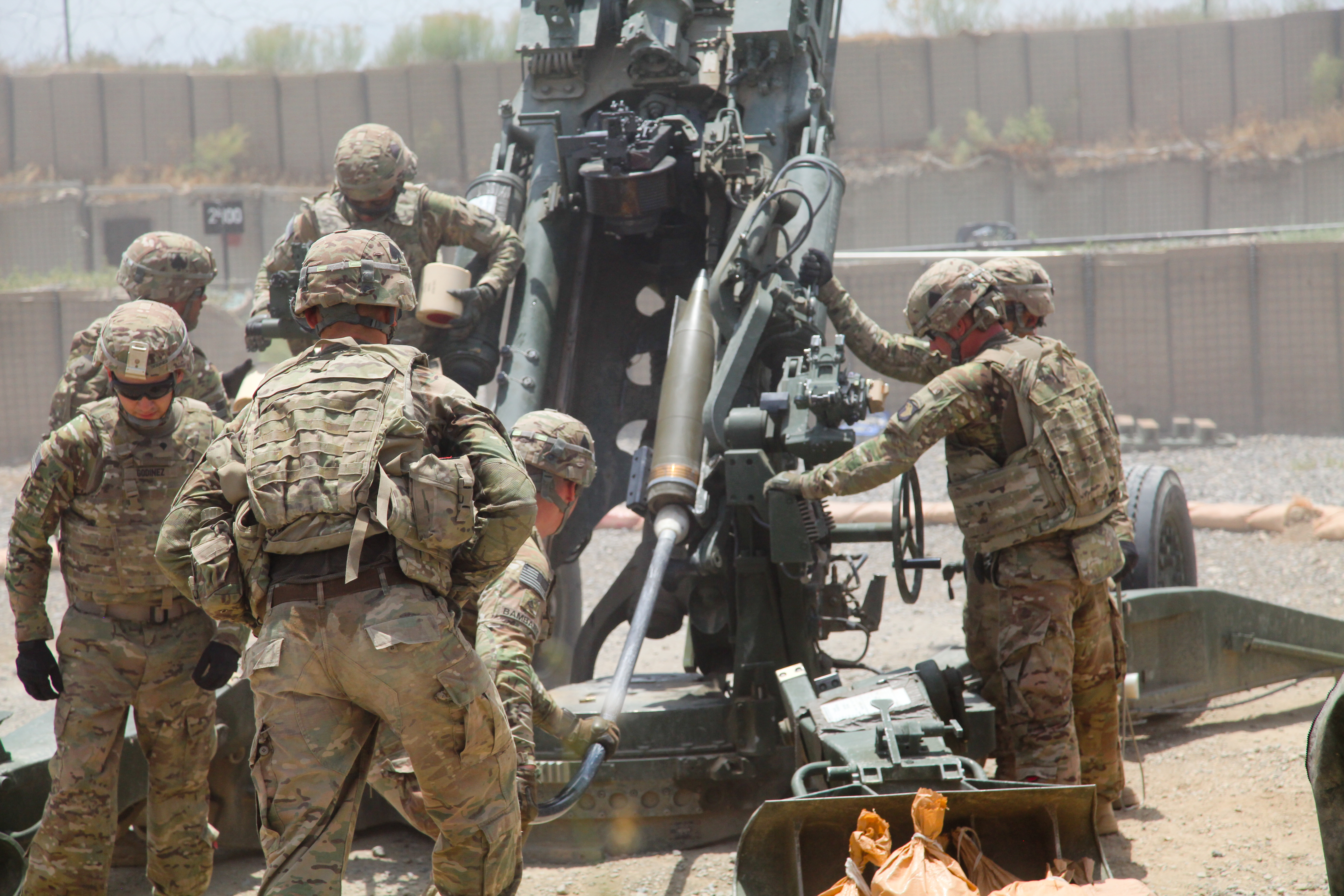
推動炮彈进入炮膛

### 計劃時間表
- 2006年6月：雷神公司從XM1156競標中被剔除。
- 2006年7月：英国宇航系统和阿連特科技系統公司獲選參與競爭性技術研發（TD）計劃。
- 2007年5月：阿連特科技系統公司獲得了系統示範及研發（SDD）的合同。[10]
- 2012年10月：布利斯堡的兵士們成為第一支發射XM1156制導套件的部隊。發射了24枚裝有PGK的炮彈。

### 試驗
在以緊急物資釋放之名在阿富汗部署以後，PGK進行了首批驗收測試，以驗證其性能、可靠性和安全性。在試驗期間，裝有PGK引信的炮彈在牽引式和自行式火砲平台以上都具有一致的性能，對準確性目標的圆概率误差達到了30公尺（32.81碼，98英尺）或更小的要求，大多數炮彈彈著於10米（10.94碼，32.81英尺）以內。2015年2月6日，阿連特科技系統公司宣布其PGK已通過驗收測試，並且獲准用於小批量试生产（LRIP）。2015年4月，PGK完成了首批產品的批次驗收測試，以評估其可靠性並且為第一次小批量試生產批次提供驗收機會。從M109A6「帕拉丁」發射的42枚PGK炮彈當中，有41枚可靠，成功率為97％。
2015年6月29日，軌道—阿連特科技系統公司宣佈PGK已經完成其首批產品的批次驗收測試，證明其中位準確性小於10公尺並且通過了所有安全性和可靠性要求。另外兩次批次驗收測試用於確認其產品的一致性，並且提供生產過程當中的產品改進信息。截至2016年中期，根據小批量試生產合同，共生產了4,779具PGK引信；全速生產於2019年正式開始。

### 出口
2013年8月8日，澳大利亚要求以5,400萬美元的價格，出售4,002具M1156精確制導套件連同訓練及相關設備，這對於仍然處於小批量試生產當中的項目而言是不尋常的事情。2015年2月，PGK獲澳大利亞和加拿大所訂購。澳大利亞將會在2015年12月至2016年1月的時間框架以內開始接收PGK。2018年4月，荷蘭要求增購3,500具套件。
2018年4月24日，美國國防安全合作局批准向荷蘭出售3,500具M1156套件的對外軍售，估計價值為7,000萬美元。
2022年7月8日，美国宣布向乌克兰提供4亿美元的一揽子军事援助。除其他事项外，还宣布转让1,000枚用于155mm火炮的高精度GPS制导弹药。相对较低的单位成本让乌克兰观察家有理由相信这笔援助并非M982神剑制导炮弹，而是M1156 PGK系统。

## 部署
2013年3月，駐軍阿富汗的第15野戰砲兵團開始訓練與XM1156相關的裝備，並且在不久之後開始發配裝上PGK的實彈，最終於6月底完成初步部署。美國陸軍接收了2,400枚裝有PGK的砲彈，而美國海軍陸戰隊則接收到700枚。

## 发展
BAE已宣布开发长程精确制导套件（Long Range Precision Guidance Kit, LR-PGK），拥有更加的抗干扰能力并兼容包括火箭增程弹（rocket-assist projectile）等长程炮弹。

## 使用國
- 加拿大
- 荷蘭
- 美国
- 臺灣
- 乌克兰(据推测)[18][19]

## 資料來源
1. 1 2 3 4  US Army 'Dumb' 155mm Rounds Get Smart （页面存档备份，存于） - Defensenews.com, 13 March 2015
2. 1 2  Army_s_precision_guidance_kit_achieves_new_acquisition_milestone__demonstrates_high_reliability/ Army's precision guidance kit achieves new acquisition milestone, demonstrates high reliability （页面存档备份，存于） - Army.mil, 30 April 2015
3. ↑  .   [2019-06-06]. （原始内容存档于2017-10-01）.
4. ↑  .   [2019-06-06]. （原始内容存档于2020-08-14）.
5. ↑  .   [2019-06-06]. （原始内容存档于2010-07-14）.
6. ↑  Orbital ATK is expanding to prepare for what they predict will be a surge in DoD buys of more lethal munitions （页面存档备份，存于）. Defense News. 12 April 2018.
7. 1 2 3  XM1156 Precision Guidance Kit Heads to Afghanistan （页面存档备份，存于） - Defensemedianetwork.com, 26 April 2013
8. 1 2 3  Army Ships Precision Guidance Kits to Artillery Units in Afghanistan （页面存档备份，存于） - Defensetech.org, 10 May 2013
9. 1 2  ATK's Precision Guidance Kit for artillery projectiles now approved for production （页面存档备份，存于） - Armyrecognition.com, 6 February 2015
10. ↑  .   [2019-06-06]. （原始内容存档于2007-10-09）.
11. ↑  Orbital ATK's 155mm Artillery Precision Guidance Kit Meets All Requirements During Test （页面存档备份，存于） - Armyrecognition.com, 30 June 2015
12. ↑  Orbital ATK Signs $69 Million Contract to Produce Artillery Precision Guidance Kits Through 2019 （页面存档备份，存于） - Armyrecognition.com, 4 August 2016
13. ↑  FMS: Australia Requests Precision Guidance Kits for 155mm Munitions （页面存档备份，存于） - Deagel.com, 12 August 2013
14. ↑  "Army halts mortar buys, looks to trade up". Armytimes.com, 8 November 2013.
15. ↑  Orbital ATK to provide Precision Guidance Kit XM1156 to US, Australia and Canada （页面存档备份，存于） - Armyrecognition.com, 3 March 2015
16. ↑  Aussie precision munitions en route （页面存档备份，存于） - Shephardmedia.com, 9 September 2015
17. ↑  . Defense Security Cooperation Agency. Washington, D.C.: US Department of Defense. 2018-04-24  [2018-05-03]. （原始内容存档于2018-04-25）.
18. 1 2  . Мілітарний. 2022-07-08  [2022-12-08]. （原始内容存档于2022-12-21）.
19. 1 2  . Defense Express. 2022-07-09  [2022-12-08]. （原始内容存档于2022-12-08）.
20. ↑  . BAE Systems | United States.   [2022-12-08]. （原始内容存档于2022-12-08） （英语）.

## 外部連結
- （英文）—Precision Guidance Kit (PGK) - ATK